# イタチガヤ
イタチガヤ (Pogonatherum crinitum (Thunb.) Kunth) は、単子葉植物イネ科イタチガヤ属の多年草である。岩の上などに生える小柄な植物である。日本では南方系の植物として扱われている。

## 特徴
株立ちになり、多数の茎が束になって立ち上がる。茎には3-6節があり、節には毛がはえている。節ごとに葉があり、基部は鞘となり、葉身は狭い披針形で長さ3-6cm、無毛。葉舌には目立たず、長い毛が並んでいる。
茎の先端に単一の総状花序をつける。穂は長さ2-3cm、棒状だが芒や毛がはみ出して金色のブラシ状に見える。小穂は有柄と無柄のものが対になって生じ、主軸に密着する。
名前は穂の様子がイタチの尾を思わせることによる。

## 小穂の構造
小穂は花序の主軸の節ごとに2つずつつく。片方は無柄、もう一つは有柄であるが、小穂そのものはほとんど同じである。いずれも主軸に沿うように出る。また、主軸の節からは細くて長い毛が伸び、軽く小穂を包む。
小穂は長さ1.6-2mmの細い楕円形、左右からやや偏平。二花を持つが、第一小花は無性、第二小花が両性花。第一包頴は小穂より短く、第二包頴は先端に10mm程の芒を持つ。第一小花の護頴は1mm、膜質で先端は丸い。第二小花の護頴は先端から長さ15mm、途中で大きく曲がった芒を出す。内頴は小さく膜質。雄蘂は一本しかない。
なお、果実の成熟後には有柄の小穂は柄から離れて落ち、無柄のものは主軸が折れて主軸、小穂、有柄小穂の柄がまとまって脱落する。

## 生育環境
日向の岩の上にはえる。やや湿った岩の割れ目などに根を下ろし、そこから束になって出る姿は独特である。側面から伸びてもやや斜め上に伸びて垂れ下がらない。
沖縄では琉球石灰岩によく見られ、お墓の岩肌によく見かける。

## 分布
日本では本州南部から、四国、九州、琉球列島にかけて分布する。
国外では台湾、中国、フィリピン、マレーシア、インドシナ、インドまで分布する。

## 近縁種等
同属の植物はアジアからオーストラリアに数種があるが、日本産は本種だけである。また、日本の植物では、このような小柄なイネ科であること、穂の様子、それに岩の上に束になって生じる点など非常に独特であり、他に間違えそうなものはない。また、二花しかもたない小穂でありながら、芒が2本出る点も珍しい。